# Рославльський повіт
Рославльський пові́т — історична адміністративно-територіальна одиниця у складі Смоленської губернії Російської імперії. Повітовий центр — місто Рославль.

## Історія
Повіт утворено 1708 року під час адміністративної реформи імператора Петра I у складі Смоленської губернії.
1713 року губернії було скасовано й повіт віднесено до Ризької губернії.
1726 року повернуто до складу відновленої Смоленської губернії.
З 1775 по 1796 роки — у складі Смоленського намісництва.
З 1796 — у складі відновленої Смоленської губернії.
Остаточно ліквідований 1929 року за новим адміністративно-територіальним розмежуванням, територія увійшла переважно до складу Рославльського і Єршицького районів.

## Населення
За даними перепису 1897 року в повіті мешкало 188 244 особи (91 254 чоловіки та 96 990 — жінок). За національним складом: росіяни — 97,8%; євреї — 1,3%. У повітовому місті Рославль мешкало 17 776 осіб.

## Адміністративний поділ
На 1913 рік повіт поділявся на 27 волостей:
- Астапковська;
- Ворошиловська;
- Гореновська;
- Єкимовицька;
- Єпишевська;
- Єрмолинська;
- Єршицька;
- Жаринська;
- Кириловська;
- Корсиковська;
- Костиревська;
- Католинська;
- Краснозаборська;
- Кузьмицька;
- Луговська;
- Несоновська ;
- Новоруднянська ;
- Полуєвська;
- Прищанська ;
- Рогнединська;
- Радицька;
- Рязановська;
- Сергієвська;
- Трояновська;
- Тюнинська;
- Федоровська;
- Хорошевська.